# Вільяркемадо
Вільяркемадо (ісп. Villarquemado) — муніципалітет в Іспанії, у складі автономної спільноти Арагон, у провінції Теруель. Населення — 940 осіб (2010).
Муніципалітет розташований на відстані близько 210 км на схід від Мадрида, 23 км на північний захід від міста Теруель.

## Демографія
Динаміка населення (INE ):